# سارا دوشو
سارا دوشو (به ژاپنی: 土性沙羅؛ زادهٔ ۱۷ اکتبر ۱۹۹۴) کشتی‌گیر اهل ژاپن است.
وی در مسابقات کشوری و بین‌المللی در مجموع برندهٔ ۶ مدال طلا، ۱ مدال نقره، ۲ مدال برنز شده‌است که از جمله میتوان به طلای المپیک ۲۰۱۶ ریو اشاره کرد. وی سابقه حضور در المپیک ۲۰۲۰ توکیو را دارد.